# Рајнабелен
Рајнабелен (њем. Rheinböllen) град је у њемачкој савезној држави Рајна-Палатинат. Једно је од 134 општинска средишта округа Рајн-Хунсрик. Према процјени из 2010. у граду је живјело 3.975 становника. Посједује регионалну шифру (AGS) 7140125.

## Географски и демографски подаци
Рајнабелен се налази у савезној држави Рајна-Палатинат у округу Рајн-Хунсрик. Град се налази на надморској висини од 409 метара. Површина општине износи 16,3 km². У самом граду је, према процјени из 2010. године, живјело 3.975 становника. Просјечна густина становништва износи 243 становника/km².